# Tipula charmosyne
Tipula charmosyne är en tvåvingeart som beskrevs av Alexander 1967. Tipula charmosyne ingår i släktet Tipula och familjen storharkrankar.
Artens utbredningsområde är Peru. Inga underarter finns listade i Catalogue of Life.